# 高橋重幸
高橋 重幸（たかはし しげゆき、1932年11月17日 - 2016年8月5日）は、カトリック厳律シトー会司祭。
東京生まれ。カトリック本所教会にて受洗。1948年、厳律シトー会入会。1956年、誓願宣立。ローマ留学、グレゴリアン大学に学び、1964年、ローマ教皇立聖書研究所聖書学修士課程修了。トラピスト修道院（北海道北斗市）神父。『聖書新共同訳』（日本聖書協会）の翻訳と編集に参画。

## 著書
- 『詩編を祈る』中央出版社 1979
- 『聖書からの語りかけ』女子パウロ会 1980
- 『聖書を読み生きる 四福音書による主の受難』あかし書房 1984
- 『主日の聖書』オリエンス宗教研究所 1986
- 『Corazon 魂果てなき道』エピック 2004
- 『聖書を味わう』オリエンス宗教研究所 2010
- 『憩いの水のほとりに 詩編23の黙想』オリエンス宗教研究所 2013

### 共著
- 『雪原に朝陽さして 函館トラピスト修道院神父との往復書簡』曽野綾子共著 小学館 1991　のちライブラリー
  - 『人生をやわらかに生きる対話 雪原に朝陽さして』曽野綾子共著 青萠堂 2007

### 翻訳
- アンドレ・ルーフ『聖書を祈る』あかし書房 1977
- トマス・ガエゴ『神に魅せられて 福者ラファエル・バロンの生涯』聖母の騎士社 聖母文庫 1997
- ドナルド・シニア『マタイ福音書におけるイエスの受難』宮崎起世子訳 監修 ドン・ボスコ社 2002
- ベネット・ケリー編『今日を生きる知恵のことば 十字架の聖パウロの365日』マルグリット・マリー松田, 宮崎起世子共訳 監修 ドン・ボスコ社 2005
- 『「聖人たちの養い手」聖ベネディクト 生誕千五百年に際して発布された使徒的書簡 教皇ヨハネ・パウロ二世使徒的書簡』トラピスト修道院訳 監修・解説 教友社 2007

## 論文
- Cinii